# Inmigración gallega en Estados Unidos
Los gallego-estadounidenses o estadounidenses de origen gallego (en inglés: Galician Americans, en gallego: Galego-estadounidenses) son estadounidenses de ascendencia gallega. A 1 de mayo de 2025, hay más de 25.000 gallegos residiendo en Estados Unidos.

## Historia
Los gallegos (en gallego: Galegos) son una nacionalidad histórica, grupo cultural y etnolingüístico cuyo origen es Galicia, en el noroeste de la península ibérica. 

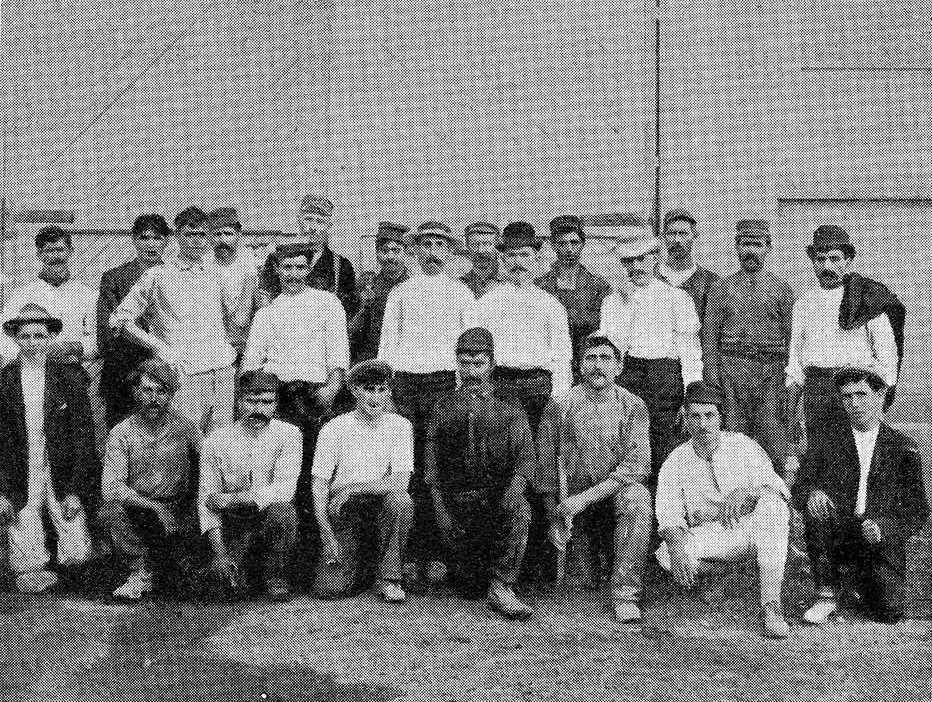
Obreros gallegos al servicio de la Edison Portland Cement Company de New Village, Nueva Jersey en 1910.

La migración gallega a Estados Unidos tuvo lugar principalmente entre 1868 y 1930, aunque hubo una segunda ola más pequeña a finales de los años 1940 y 1950, cuando los gallegos lograron formar una pequeña comunidad en Newark, en Nueva Jersey.
| Censo electoral de gallegos residentes en EE. UU. por provincia de inscripción, 1 de mayo de 2025 | Censo electoral de gallegos residentes en EE. UU. por provincia de inscripción, 1 de mayo de 2025 |
| ------------------------------------------------------------------------------------------------- | ------------------------------------------------------------------------------------------------- |
| Provincia de La Coruña (A Coruña)                                                                 | 11.257                                                                                            |
| Provincia de Lugo                                                                                 | 3.501                                                                                             |
| Provincia de Orense (Ourense)                                                                     | 4.796                                                                                             |
| Provincia de Pontevedra                                                                           | 5.903                                                                                             |
| Total de gallegos en Estados Unidos                                                               | 25.457                                                                                            |